# Nomorhamphus celebensis
Nomorhamphus celebensis é uma espécie de peixe da família Hemiramphidae.
É endémica da Indonésia. 